# Crocidura miya
Crocidura miya је сисар из реда Soricomorpha и фамилије Soricidae.

## Угроженост
Ова врста се сматра угроженом.

## Распрострањење
Ареал врсте је ограничен на једну државу. 
Шри Ланка је једино познато природно станиште врсте.

## Станиште
Станишта врсте су шуме, травна вегетација и језера и језерски екосистеми, од 330 до 2310 метара надморске висине.